# 森山美知子
森山 美知子（もりやま みちこ）は、日本の看護学者。広島大学大学院大学院医系科学研究科教授、日本学術会議会員。博士（医学）。

## 人物・経歴
1992年カリフォルニア州立大学フレズノ校看護学部大学院修士課程修了。2000年山口大学博士（医学）。京都第一赤十字病院看護師、日本赤十字社医療センター看護師、山口女子大学家政学部助手、山口県立大学看護学部講師、厚生労働省看護医療専門官などを経て、広島大学医学部保健学科教授。2019年日本家族看護学会理事。2021年一橋大学社会科学高等研究院医療政策・経済研究センター客員研究員 。2023年日本学術会議会員。

## 著作
- 『家族看護モデル : アセスメントと援助の手引き』医学書院 1995年
- 『日常ケアに役立つ英会話』（チャールズ・モラレスと共著）医学書院 1996年
- 『ディジーズマネジメントが医療を変える : 疾病管理が切り拓く新しい医療』（高原亮治編, 伊藤雅治, 福井次矢と共著）同人社 2011年
- 『心不全ケアチーム構築マニュアル : 広島発・チームの作りかたと地域連携の道のり』（木原康樹, 広島大学病院心不全センター, 広島県心臓いきいき推進会議と共編著）メディカ出版 2016年

### 編書
- 『ファミリーナーシングプラクティス : 家族看護の理論と実践』医学書院 2001年
- 『新しい慢性疾患ケアモデル : ディジーズマネジメントとナーシングケースマネジメント』中央法規出版 2007年
- 『地域連携クリティカルパスと疾病ケアマネジメント』（武藤正樹, 田城孝雄, 池田俊也と共編）中央法規出版 2009年
- 『まんがで読み解く呼吸器症例100』（横山彰仁, 森山美知子, 服部登と共編）メディカルレビュー社 2009年
- 『エビデンスに基づく呼吸器看護ケア関連図』（西村裕子, 高濱明香, 広島県呼吸ケア看護研究会と共編）中央法規出版 2012年
- 『エビデンスに基づく脳神経看護ケア関連図』（百田武司と共編）中央法規出版 2014年
- 『エビデンスに基づく循環器看護ケア関連図』（木原康樹, 宇野真理子, 中麻規子と共編）中央法規出版 2017年
- 『エビデンスに基づく脳神経看護ケア関連図 改訂版』（百田武司と共編）中央法規出版 2023年

### 監訳
- ロレイン・M・ライト著『癒しのための家族看護モデル : 病いと苦悩,スピリチュアリティ』医学書院 2005年